# برنارد أنتوني
برنارد أنتوني (بالفرنسية: Bernard Antony)‏ هو كاتب مقالات وصحفي وسياسي فرنسي، ولد في 28 نوفمبر 1944 في تارب في فرنسا. حزبياً، نشط في الجبهة الوطنية (1984 – 2008) وNational Centre of Independents and Peasants ‏ ( – 1984) وParty of France ‏ (2009 – 2010) و (1966 – 1971) و (1971 – ).

## مناصب
- في انتخابات البرلمان الأوروبي 1984، انتخب عضو في البرلمان الأوروبي عن دائرة فرنسا لترشحه ضمن قائمة الجبهة الوطنية، وقد انضم خلال فترته النيابية (24 يوليو 1984 – 24 يوليو 1989) للكتلة البرلمانية غير مرتبطين.
- في انتخابات البرلمان الأوروبي 1989، انتخب عضو في البرلمان الأوروبي عن دائرة فرنسا لترشحه ضمن قائمة الجبهة الوطنية، وقد انضم خلال فترته النيابية (25 يوليو 1989 – 18 يوليو 1994) للكتلة البرلمانية غير مرتبطين.
- في انتخابات البرلمان الأوروبي 1994، انتخب عضو في البرلمان الأوروبي عن دائرة فرنسا لترشحه ضمن قائمة الجبهة الوطنية، وقد انضم خلال فترته النيابية (19 يوليو 1994 – 19 يوليو 1999) للكتلة البرلمانية غير مرتبطين.
- انتخب رئيس Chrétienté-Solidarité  [لغات أخرى]‏ (1982 – ).
- انتخب رئيس Charlier Centre  [لغات أخرى]‏ (1980 – ).
- انتخب رئيس AGRIF [الإنجليزية]‏ (1983 – ).
- انتخب عضو في البرلمان الأوروبي (24 يوليو 1994 – 19 يوليو 1999).
- انتخب عضو مجلس جهوي ميدي بيرينه (16 مارس 1986 – 28 مارس 2004).

## وصلات خارجية
- الموقع الرسمي